# Estancia La Paz

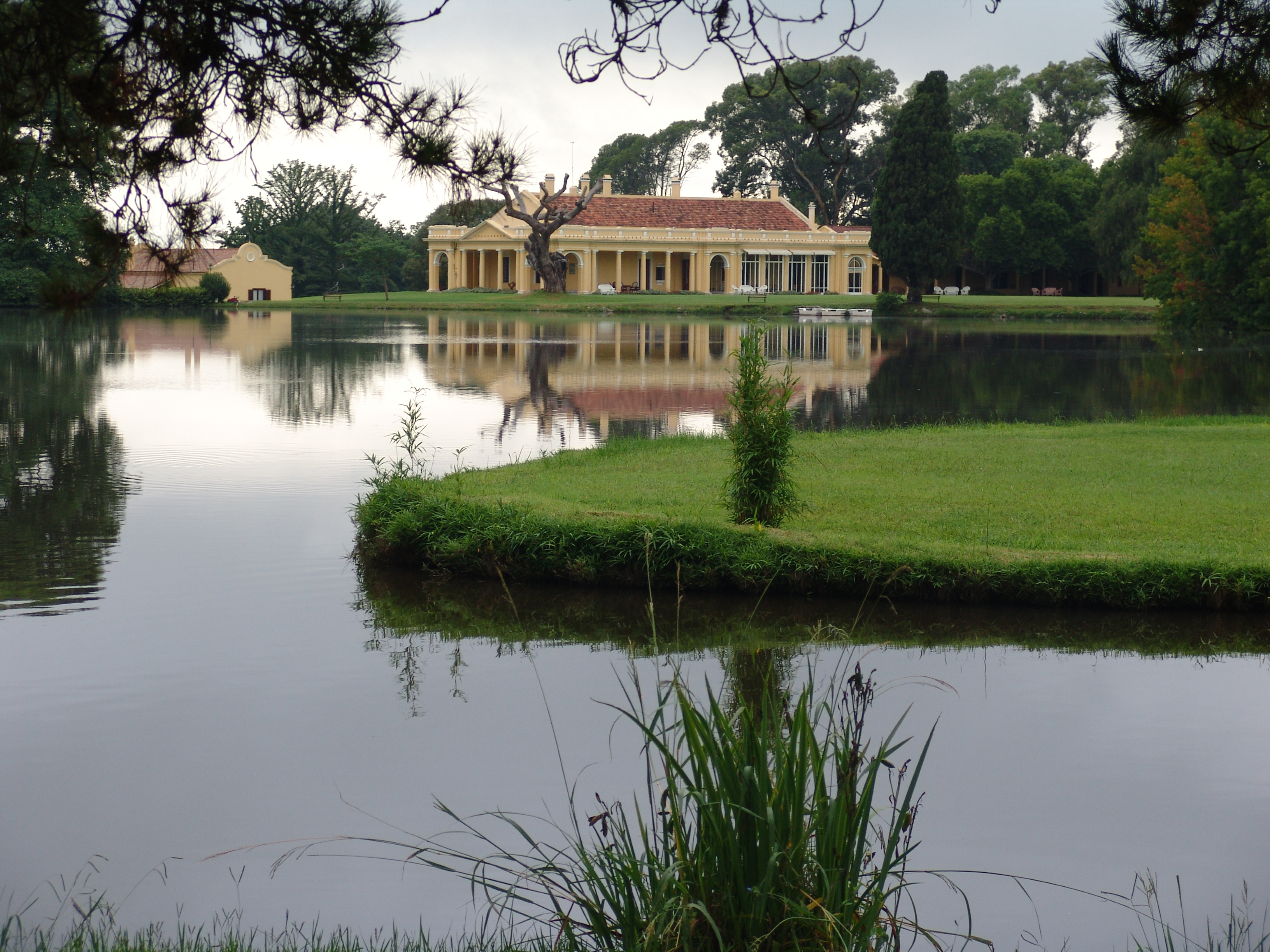
Casa principal de la Estancia La Paz, desde el lago artificial.

La Estancia La Paz se encuentra ubicada en la provincia de Córdoba, en la localidad de Ascochinga. Su estructura principal es una casa de estilo historicista, construida en el siglo XIX. La residencia fue la casa de verano de Julio Argentino Roca, presidente argentino, como también sede de otros eventos sociales de la época. En la actualidad, funciona en ella un hotel de lujo.

## Historia
La construcción original fue finalizada en 1830 por encargo de Tomás Funes, quien en 1859 le dio a la propiedad el nombre de La Paz en referencia al Pacto de San José de Flores. Las hijas de Funes, Lisa y Clara, se casaron respectivamente con Miguel Juárez Celman y Julio Argentino Roca, ambos presidentes de la Argentina. Cuando la adquiere Roca, manda a remodelarla, por lo que encargó a Carlos Thays el diseño de sus jardines, con el objetivo de convertirlo en su residencia de verano. Thays, además, agregó a la estancia un lago artificial.
La propiedad comenzó a ser utilizada como lugar de reunión de personajes de la élite política argentina hasta 1930, ya que Roca y su familia recibieron allí a diversas figuras, como Domingo Faustino Sarmiento, Nicolás Avellaneda, Carlos Pellegrini, entre otros.
La propiedad, en los años posteriores, entró en decadencia, en un grave estado de abandono, hasta su recuperación en la década de 1990, cuando se la convierte en un hotel de lujo y restaurante, además de agregarse un campo de polo. Mauricio Macri utilizó la estancia en diversas oportunidades para alojarse, tanto durante su campaña presidencial, como ya siendo presidente.